# محمد أبرهون
محمد أبرهون (5 مايو 1989 - 2 ديسمبر 2020) لاعب كرة قدم مغربي، لعب في مركز الدفاع في صفوف موريرينسي البرتغالي.

## سيرته الرياضية
محمد ابرهون منتوج خالص لمدرسة تكوين نادي المغرب التطواني. التحق بالفريق الأول في موسم 2009-2010، ثم أكمل الموسم معارا لنادي شباب الريف الحسيمي. في 2010، سيعود إلى نادي المغرب التطواني، حيث خاض 4 مباريات خلال موسم 2010-2011. في موسم 2011-2012، انتزع أبرهون رسميته في وسط دفاع المغرب التطواني، إلى جانب السنغالي مرتضى فال، و كان من أهم المساهمين بفوز المغرب التطواني بلقب بطولة المغرب الاحترافية، حيث لم تستقبل شباك الفريق إلا 13 هدفا (خلال 30 مقابلة).

حمل أبرهون القميص الوطني المغربي لأول مرة سنة 2010. توج رفقة المنتخب المغربي بوصافة بطولة أمم إفريقيا لأقل من 23 سنة، و كان ضمن المشاركين رفقة المنتخب المغربي الأولمبي في دورة الألعاب الأولمبية لندن 2012.

## إحصائياته
| المواسم   | النادي             | عدد الأهداف | عدد مرات الظهور |
| --------- | ------------------ | ----------- | --------------- |
| 2009-2010 | المغرب التطواني    | 0           | 0               |
| 2009-2010 | شباب الريف الحسيمي | 0           | 0               |
| منذ 2010  | المغرب التطواني    | 3           | 69              |

آخر تحديث 31 دجنبر 2012

## ألقابه
| السنة | النادي          | اللقب                                   |
| ----- | --------------- | --------------------------------------- |
| 2012  | المغرب التطواني | بطل الدوري المغربي للمحترفين 2011/2012  |
| 2014  | المغرب التطواني | بطل الدوري المغربي لكرة القدم 2013-2014 |

## وفاته
توفي صباح يوم الأربعاء 2 ديسمبر 2020 ميلاديّا، الموافق 17 ربيع الآخر 1442 هجريّا، عن عمر ناهز 31 عامًا، بعد معاناته مع مرض السرطان.

## روابط خارجية
- محمد أبرهون على موقع الاتحاد الدولي (مؤرشف)  (الإنجليزية)
- محمد أبرهون على موقع اتحاد تركيا (لاعب) (الإنجليزية)
- محمد أبرهون على موقع قاعدة بيانات كرة القدم.إي يو (الإنجليزية)
- محمد أبرهون على موقع ناشيونال فوتبول تيمز (الإنجليزية)
- محمد أبرهون على موقع Soccerway.com (الإنجليزية)
- محمد أبرهون على موقع عالم كرة القدم.نت (الإنجليزية)
- محمد أبرهون على موقع اللجنة الأولمبية الدولية (الإنجليزية)
- محمد أبرهون على موقع أوليمبيديا (الإنجليزية)